# Horst Platen
Horst Aloysius Platen (* 14. April 1884 in Magdeburg; † 14. Oktober 1964 in Feldafing, Bayern) war ein deutscher Komponist, Dirigent und Theaterintendant, sowie Sendeleiter des NORAG-Nebensenders Hannover.

## Leben
Seine Ausbildung erhielt Horst Platen bei Paul Gilson und César Thomson. Zeitweise war er als Theaterkapellmeister tätig, so von 1914 bis 1933 in Hamburg, dort seit 1926 auch als Konzertleiter der Nordischen Rundfunk AG (NORAG).
Zum 1. Mai 1933 trat er der NSDAP bei (Mitgliedsnummer 1.863.899). Im selben Jahr übernahm er die Sendeleitung des NORAG-Nebensenders in Hannover. Von 1938 bis 1942 leitete er als Intendant das Theater Fürth sowie von 1943 bis 1945 ein Theater in Thorn.
Nach dem Krieg übersiedelte der Künstler dann nach München. Hier war er für den Bayerischen Rundfunk als Hörspielkomponist im Einsatz.
Platen benutzte auch das Pseudonym Hermann Hiller.

## Ehrungen
- 1958: Verdienstkreuz 1. Klasse der Bundesrepublik Deutschland

## Werke
- 1917: Der heilige Morgen (Oper)
- 1922: Das Strumpfband der Herzogin (Operette)
- 1925: Liebe unterm Schutenhut (Singspiel)
- 1926: Die schweigende Glocke (Oper)
- 1935: Der Diplomatenpass (Operette)
- 1965: Im Schatten des Berges (Oper)
- sowie Bühnenmusiken, sinfonische Dichtungen, Klavierstücke, Lieder usw.

## Hörspiele (Auswahl)
- 1924: Hermann Boßdorf: De Fährkrog – Regie: Nicht angegeben
- 1925: Hermann Boßdorf: De Fährkrog – Regie: Nicht angegeben
- 1925: Johann Wolfgang von Goethe: Die Fischerin – Regie: Nicht angegeben
- 1925: Hermann Boßdorf: De Fährkrog – Regie: Hans Böttcher
- 1925: Johann Wolfgang von Goethe: Götz von Berlichingen – Regie: Hans Bodenstedt; Hermann Beyer
- 1925: Johann Wolfgang von Goethe: Jery und Bätely – Regie: Ernst Pündter
- 1926: Johann Wolfgang von Goethe: Götz von Berlichingen – Regie: Hans Bodenstedt; Hermann Beyer (2 Liveübertragungen)
- 1926: Hans Bodenstedt; Alice Fliegel-Bodenstedt: Der Herr der Erde (Großfunkspiel in sechs Sendungen) – Regie: Hans Bodenstedt; Hermann Beyer; Ferdinand Krantz
- 1926: Friedrich Hebbel: Gyges und sein Ring – Regie: Hans Bodenstedt
- 1926: August von Kotzebue: Die deutschen Kleinstädter – Regie: Wilhelm Holm
- 1926: N. N.: Rundfunkwerbewoche: Ruhe, es wird gesendet! Eine Senderevue (7 Teile) – Regie: Nicht angegeben
- 1926: Erwin Freund: Die lachende Norag: Das gestohlene Mikrophon – Regie: Nicht angegeben
- 1926: Gerhart Hauptmann: Die versunkene Glocke – Regie: Hans Bodenstedt
- 1926: William Shakespeare: Was ihr wollt – Regie: Hermann Beyer
- 1926: Alice Fliegel: Tannjüngferchen. Märchenspiel – Regie: Nicht angegeben
- 1926: Otto Alfred Palitzsch: Gobbi und der Clown. Funknovelle – Regie: Otto Alfred Palitzsch
- 1927: Johann Nestroy: Der böse Geist Lumpazivagabundus oder Das liederliche Kleeblatt – Regie: Hermann Beyer
- 1929: Rudolf Klutmann: Anselm und Angela. Ein Legendenspiel – Regie: Karl Pündter
- 1950: Ernst Theodor Amadeus Hoffmann: Der goldene Topf. Ein Funkmärchen – Regie: Helmut Brennicke
- 1951: Hermann Bahr: Das Konzert – Regie: Kurt Wilhelm
- 1951: Robert Adolf Stemmle: Die verlorenen Jahre. Hörspiel nach Dokumenten der Affaire Seznec – Regie: Heinz-Günter Stamm
- 1951: Oda Schaefer: In die Nacht hinein – Regie: Heinz-Günter Stamm
- 1952: Knut Hamsun: Viktoria. Die Geschichte einer Liebe – Regie: Heinz-Günter Stamm
- 1954: Richard Dehmel: Ily und Rily. Ein Hörspielmärchen – Regie: Fritz Benscher
- 1955: Michail Sebastian: Stern ohne Namen – Bearbeitung und Regie: Willy Purucker
- 1955: Selma Lagerlöf: Das Mädchen vom Moorhof – Regie: Heinz-Günter Stamm
- 1956: Willy Purucker: Das Vorzimmer zum Olymp. Eine Funkerzählung – Regie: Willy Purucker
- 1956: Hans Christian Andersen: Die kleine Seejungfrau – Regie: Heinz-Günter Stamm
- 1957: Muriel Box, Sydney Box: Der siebente Schleier – Regie: Fritz Benscher
- 1958: Werner Prym: Serenade in Mi und Mau. Ein Bericht über die Katzen von Rom – Regie: Heinz-Günter Stamm
- 1959: Pär Fabian Lagerkvist: Barabbas – Bearbeitung und Regie: Fritz Wilm Wallenborn
- 1959: Willy Purucker: Und einer bläst Posaune – Regie: Willy Purucker
- 1959: Hermann Sudermann: Johannisfeuer – Regie: Heinz-Günter Stamm
- 1960: Franz von Schönthan, Charles Dickens: Klein Dorrit – Regie: Heinz-Günter Stamm
- 1962: Emil Strauß: Don Pedro – Regie: Walter Ohm
- 1962: Adolph L’Arronge: Mein Leopold – Regie: Heinz-Günter Stamm